# Giovanni Verri
Pour les articles homonymes, voir Verri.
Giovanni Verri (né à Milan le 20 août 1745 et mort en 1818) était un libertin milanais du XVIIIe siècle, père présumé de l'écrivain Alessandro Manzoni.

## Biographie
Giovanni Verri, le jeune frère des écrivains Pietro Verri et Alessandro Verri et de l'agronome et homme politique Carlo Verri, mena, dans la haute société milanaise, une vie oisive et dissolue, au cours de laquelle il fut un sigisbée (chevalier servant), qui accompagnait officiellement et au grand jour des dames mariées, s'accommodant fort bien de cette coutume de la noblesse de l'Italie du XVIIIe siècle, contre laquelle réagirent, au cours de la première moitié du XIXe siècle, les patriotes du Risorgimento.